# Nigueiroá (Bande)
Nigueiroá (llamada oficialmente Santiago de Nigueiroá) es una parroquia española del municipio de Bande, en la provincia de Orense, Galicia.

## Organización territorial
La parroquia está formada por tres entidades de población:
- O Outeiro
- O Viñal
- Quintá

## Demografía
| Gráfica de evolución demográfica de Nigueiroá entre 2000 y 2021 |
|                                                                 |
| Datos según el nomenclátor publicado por el INE.                |